# مسجد تل عاشقان
مسجد تل عاشقان هو مسجد تاريخي يعود إلى عصر القاجاريون، ويقع في أصفهان.